# Камигин (Бабуян)
Камиги́н (таг. Kamiguin) — вулканический остров в проливе Лусон, принадлежащий Филиппинам, самый восточный из островов Бабуян. Острова Бабуян отделены от находящегося южнее острова Лусон проливом Бабуян. Наивысшая точка — стратовулкан высотой 828 м над уровнем моря. Административно относится к муниципалитету Калаян в провинции Кагаян в регионе Долина Кагаян.
На юго-западной оконечности острова находится действующий стратовулкан Камигин высотой 712 м. Сообщается о фреатическом извержении около 1857 года. Фумаролы находятся на юго-западном, западном и восточном склонах вулкана, а горячий источник расположен недалеко от уровня моря на западном склоне вулкана.